# Élections législatives de 1946 dans la Seine (département)
Les élections législatives françaises de 1946 se tiennent le 10 novembre. Ce sont les premières élections législatives de la Quatrième république, après l'adoption lors du référendum du 13 octobre d'une nouvelle constitution.

## Mode de scrutin
L'Assemblée nationale est composée de 618 sièges pourvus au scrutin proportionnel plurinominal suivant la règle de la plus forte moyenne dans le cadre départemental, sans panachage. 
Le vote préférentiel est admis, en inscrivant un numéro d'ordre en face du nom d'un, de plusieurs ou de tous les candidats de la liste. Mais l'ordre ne pourra être modifier que si au moins la moitié des suffrages portés sur la liste est numéroté. Dans les faits les modifications ne dépasseront jamais les 7%.
Dans le département de la Seine, cinquante-sept députés sont à élire, soit quatre de plus que lors des élections aux constituantes d'octobre 1945 et de juin 1946.
Les législateurs ne voulant pas que les circonscriptions dépassent les 10 sièges, le département est découpé en 6 circonscriptions :
- la ville de Paris est découpée en trois circonscriptions, la première élisant 10 députés, les deux autres passant de 10 à 11 députés :

1. La première correspond aux 5e, 6e, 7e, 13e, 14e et 15e arrondissement de Paris, soit la Rive gauche,
2. La deuxième regroupe les 1er, 2e, 8e, 9e, 16e, 17e et 18e arrondissement de Paris soit l'ouest de la Rive droite,
3. La troisième contient les 3e, 4e, 10e, 11e, 12e, 19e et 20e arrondissement de Paris soit l'est de la Rive droite ;

- le reste du département est également découpé en trois circonscriptions, les deux premières ayant 9 sièges (plus un par rapport aux constituantes), la sixième n'en élisant que 7 :

1. La quatrième circonscription, dite de "Seine-Sud", regroupe les cantons de Nogent-sur-Marne,  Saint-Maur-des-Fossés, Charenton-le-Pont, Ivry-sur-Seine, Villejuif, Sceaux et Vanves,
2. La cinquième dite "Seine-Nord-Ouest" réunit les cantons de Boulogne-Billancourt, Puteaux, Colombes, Courbevoie, Neuilly-sur-Seine, Levallois-Perret, Asnières-sur-Seine, Clichy et Saint-Ouen,
3. La sixième, dite "Seine-Nord-Est", regroupe les cantons de Saint-Denis, Aubervilliers, Pantin, Noisy-le-Sec, Montreuil-sous-Bois, Vincennes.

## Élus
| Député sortant                  | Parti | Parti   | Député élu ou réélu             | Parti | Parti       |
| ------------------------------- | ----- | ------- | ------------------------------- | ----- | ----------- |
| 1re Circonscription             |       |         |                                 |       |             |
| André Marty                     |       | PCF     | André Marty                     |       | PCF         |
| Ambroise Croizat                |       | PCF     | Ambroise Croizat                |       | PCF         |
| Hélène Solomon-Langevin         |       | PCF     | Maria Rabaté                    |       | PCF         |
| Paul Rivet                      |       | SFIO    | Paul Rivet                      |       | SFIO        |
| Robert Verdier                  |       | SFIO    | Solange Lamblin                 |       | MRP         |
| Francisque Gay                  |       | MRP     | Francisque Gay                  |       | MRP         |
| Jean Cayeux                     |       | MRP     | Jean Cayeux                     |       | MRP         |
| Vincent de Moro-Giafferri       |       | Rad-soc | Vincent de Moro-Giafferri       |       | Rad-soc     |
| Louis Rollin                    |       | PRL     | Louis Rollin                    |       | PRL         |
| Édouard Frédéric-Dupont         |       | PRL     | Édouard Frédéric-Dupont         |       | PRL         |
| 2e Circonscription              |       |         |                                 |       |             |
| Marcel Cachin                   |       | PCF     | Marcel Cachin                   |       | PCF         |
| Jeannette Vermeersch            |       | PCF     | Jeannette Vermeersch            |       | PCF         |
| Daniel Mayer                    |       | SFIO    | Daniel Mayer                    |       | SFIO        |
| Gérard Ouradou                  |       | SFIO    | Gaston Auguet                   |       | PCF         |
| Robert Lecourt                  |       | MRP     | Robert Lecourt                  |       | MRP         |
| Jean-Jacques Juglas             |       | MRP     | Jean-Jacques Juglas             |       | MRP         |
| Siège créé                      |       |         | Joséphine Dupuis                |       | MRP         |
| Paul Bastid                     |       | Rad-soc | Paul Bastid                     |       | Rad-soc     |
| Joseph Denais                   |       | PRL     | Joseph Denais                   |       | PRL         |
| Robert Bétolaud                 |       | PRL     | Robert Bétolaud                 |       | PRL         |
| Julien Brunhes                  |       | PRL     | René Capitant                   |       | Gaull.-UDSR |
| 3e Circonscription              |       |         |                                 |       |             |
| Florimond Bonte                 |       | PCF     | Florimond Bonte                 |       | PCF         |
| Georges Cogniot                 |       | PCF     | Georges Cogniot                 |       | PCF         |
| Raymond Guyot                   |       | PCF     | Raymond Guyot                   |       | PCF         |
| Denise Ginollin                 |       | PCF     | Denise Ginollin                 |       | PCF         |
| André Le Troquer                |       | SFIO    | André Le Troquer                |       | SFIO        |
| Henri Barré                     |       | SFIO    | Auguste Touchard                |       | PCF         |
| Marc Sangnier                   |       | MRP     | Marc Sangnier                   |       | MRP         |
| Francine Lefebvre               |       | MRP     | Francine Lefebvre               |       | MRP         |
| Siège créé                      |       |         | Paul Verneyras                  |       | MRP         |
| Pierre Bourdan                  |       | Rad-soc | Pierre Bourdan                  |       | Rad-soc     |
| Charles Schauffler              |       | PRL     | Charles Schauffler              |       | PRL         |
| 4e Circonscription              |       |         |                                 |       |             |
| Maurice Thorez                  |       | PCF     | Maurice Thorez                  |       | PCF         |
| Alfred Malleret-Joinville       |       | PCF     | Alfred Malleret-Joinville       |       | PCF         |
| Marie-Claude Vaillant-Couturier |       | PCF     | Marie-Claude Vaillant-Couturier |       | PCF         |
| Albert Petit                    |       | PCF     | Albert Petit                    |       | PCF         |
| Édouard Depreux                 |       | SFIO    | Édouard Depreux                 |       | SFIO        |
| Gilberte Brossolette            |       | SFIO    | Étienne de Raulin               |       | UDSR        |
| Paul Bacon                      |       | MRP     | Paul Bacon                      |       | MRP         |
| Louis Bour                      |       | MRP     | Louis Bour                      |       | MRP         |
| Louis Bour                      |       | MRP     | Louis Bour                      |       | MRP         |
| Siège créé                      |       |         | Michel Peytel                   |       | PRL         |
| 5e Circonscription              |       |         |                                 |       |             |
| Étienne Fajon                   |       | PCF     | Étienne Fajon                   |       | PCF         |
| Alfred Costes                   |       | PCF     | Alfred Costes                   |       | PCF         |
| Rose Guérin                     |       | PCF     | Rose Guérin                     |       | PCF         |
| Siège créé                      |       |         | Waldeck L'Huillier              |       | PCF         |
| Albert Gazier                   |       | SFIO    | Albert Gazier                   |       | SFIO        |
| Roger Deniau                    |       | SFIO    | Marcel Cachin                   |       | PCF         |
| Fernand Bouxom                  |       | MRP     | Fernand Bouxom                  |       | MRP         |
| Yves Fagon                      |       | MRP     | Yves Fagon                      |       | MRP         |
| Edmond Barrachin                |       | PRL     | Edmond Barrachin                |       | PRL         |
| 6e Circonscription              |       |         |                                 |       |             |
| Jacques Duclos                  |       | PCF     | Jacques Duclos                  |       | PCF         |
| Charles Tillon                  |       | PCF     | Charles Tillon                  |       | PCF         |
| Fernand Grenier                 |       | PCF     | Fernand Grenier                 |       | PCF         |
| Madeleine Braun                 |       | PCF     | Madeleine Braun                 |       | PCF         |
| Gérard Jaquet                   |       | SFIO    | Gérard Jaquet                   |       | SFIO        |
| Eugène Rigal                    |       | MRP     | Eugène Rigal                    |       | MRP         |
| Joseph Dumas                    |       | MRP     | Joseph Dumas                    |       | MRP         |

## Résultats

### 1recirconscription(Paris Rive-Gauche)
| Parti    | Parti    | Tête de liste             | Résultats | Résultats | Sièges |  |
| Parti    | Parti    | Tête de liste             | Voix      | %         |        |  |
| -------- | -------- | ------------------------- | --------- | --------- | ------ |  |
|          | PCF      | André Marty               | 128 941   | 29,76     | 3      |  |
|          | MRP      | Francisque Gay            | 119 138   | 27,50     | 3 1    |  |
|          | PRL      | Louis Rollin              | 74 270    | 17,14     | 2      |  |
|          | SFIO     | Paul Rivet                | 56 835    | 13,12     | 1 1    |  |
|          | RGR      | Vincent de Moro-Giafferri | 46 889    | 10,82     | 1      |  |
|          | PCI      | Paul Parisot              | 3 651     | 0,84      | -      |  |
|          | PP       | Lucien Faure              | 1 821     | 0,42      | -      |  |
|          | ADT      | Antoine Alonzo            | 1 717     | 0,40      | -      |  |
|          |          |                           |           |           |        |  |
| Inscrits | Inscrits | Inscrits                  | 534 362   | 100,00    | 10     |  |
| Votants  | Votants  | Votants                   | 439 879   | 82,32     |        |  |
| Exprimés | Exprimés | Exprimés                  | 433 262   | 98,50     |        |  |

### 2ecirconscription(Paris Rive-Droite Ouest)
| Parti    | Parti     | Tête de liste  | Résultats | Résultats | Sièges |  |
| Parti    | Parti     | Tête de liste  | Voix      | %         |        |  |
| -------- | --------- | -------------- | --------- | --------- | ------ |  |
|          | MRP       | Robert Lecourt | 109 407   | 24,20     | 3 1    |  |
|          | PCF       | Marcel Cachin  | 105 120   | 23,25     | 3 1    |  |
|          | PRL       | Joseph Denais  | 94 741    | 20,95     | 2 1    |  |
|          | RGR       | Paul Bastid    | 52 496    | 11,61     | 1      |  |
|          | SFIO      | Daniel Mayer   | 49 956    | 11,05     | 1 1    |  |
|          | Gaull.    | René Capitant  | 34 747    | 7,69      | 1 1    |  |
|          | diss. RGR | Émile Muselier | 3 928     | 0,85      | -      |  |
|          | URIAS     | Roger North    | 1 863     | 0,41      | -      |  |
|          |           |                |           |           |        |  |
| Inscrits | Inscrits  | Inscrits       | 559 162   | 100,00    | 11 1   |  |
| Votants  | Votants   | Votants        | 459 292   | 82,14     |        |  |
| Exprimés | Exprimés  | Exprimés       | 452 158   | 98,45     |        |  |

### 3ecirconscription(Paris Rive-Droite Est)
| Parti    | Parti    | Tête de liste      | Résultats | Résultats | Sièges |  |
| Parti    | Parti    | Tête de liste      | Voix      | %         |        |  |
| -------- | -------- | ------------------ | --------- | --------- | ------ |  |
|          | PCF      | Florimond Bonte    | 166 512   | 35,98     | 5 1    |  |
|          | MRP      | Marc Sangnier      | 94 493    | 20,42     | 3 1    |  |
|          | SFIO     | André Le Troquer   | 57 400    | 12,40     | 1 1    |  |
|          | RGR      | Pierre Bourdan     | 47 727    | 10,31     | 1      |  |
|          | PRL      | Charles Schauffler | 42 207    | 9,12      | 1      |  |
|          | RI       | Paul Malingre      | 28 348    | 6,13      | -      |  |
|          | Rép soc. | Raymond Susset     | 12 259    | 2,65      | -      |  |
|          | RI       | Maurice Gesta      | 5 420     | 1,17      | -      |  |
|          | PCI      | Pierre Roussel     | 5 117     | 1,11      | -      |  |
|          | Soc. ind | André Cousin       | 3 298     | 0,71      | -      |  |
|          |          |                    |           |           |        |  |
| Inscrits | Inscrits | Inscrits           | 575 728   | 100,00    | 11 1   |  |
| Votants  | Votants  | Votants            | 472 467   | 82,06     |        |  |
| Exprimés | Exprimés | Exprimés           | 462 781   | 97,95     |        |  |

### 4ecirconscription(Seine-Sud)
| Parti    | Parti    | Tête de liste               | Résultats | Résultats | Sièges |  |
| Parti    | Parti    | Tête de liste               | Voix      | %         |        |  |
| -------- | -------- | --------------------------- | --------- | --------- | ------ |  |
|          | PCF      | Maurice Thorez              | 154 696   | 41,63     | 4      |  |
|          | MRP      | Paul Bacon                  | 85 496    | 23,01     | 2      |  |
|          | RGR-PRL  | Étienne de Raulin           | 66 200    | 17,82     | 2 1    |  |
|          | SFIO     | Édouard Depreux             | 60 831    | 16,37     | 1 1    |  |
|          | PURR     | Albert Sauvan               | 2 173     | 0,59      | -      |  |
|          | ADT      | Georges Villaret (Jean Roy) | 2 158     | 0,58      | -      |  |
|          | Gaull.   | Pierre Bardel               | 21        | 0,01      | -      |  |
|          |          |                             |           |           |        |  |
| Inscrits | Inscrits | Inscrits                    | 452 311   | 100,00    | 9 1    |  |
| Votants  | Votants  | Votants                     | 378 725   | 83,73     |        |  |
| Exprimés | Exprimés | Exprimés                    | 371 575   | 98,11     |        |  |

### 5ecirconscription(Seine-Nord-Ouest)
| Parti    | Parti    | Tête de liste       | Résultats | Résultats | Sièges |  |
| Parti    | Parti    | Tête de liste       | Voix      | %         |        |  |
| -------- | -------- | ------------------- | --------- | --------- | ------ |  |
|          | PCF      | Étienne Fajon       | 137 590   | 39,01     | 5 2    |  |
|          | MRP      | Fernand Bouxom      | 79 553    | 22,55     | 2      |  |
|          | SFIO     | Albert Gazier       | 49 965    | 14,16     | 1 1    |  |
|          | PRL      | Edmond Barrachin    | 36 731    | 10,41     | 1      |  |
|          | RGR      | Alexandre Chevalier | 24 183    | 6,86      | -      |  |
|          | Gaull.   | André Caillette     | 20 259    | 5,74      | -      |  |
|          | PCI      | Pierre Frank        | 4 469     | 1,27      | -      |  |
|          |          |                     |           |           |        |  |
| Inscrits | Inscrits | Inscrits            | 431 875   | 100,00    | 9 1    |  |
| Votants  | Votants  | Votants             | 359 038   | 83,13     |        |  |
| Exprimés | Exprimés | Exprimés            | 352 750   | 98,25     |        |  |

### 6ecirconscription(Seine-Nord-Est)
| Parti    | Parti     | Tête de liste      | Résultats | Résultats | Sièges |  |
| Parti    | Parti     | Tête de liste      | Voix      | %         |        |  |
| -------- | --------- | ------------------ | --------- | --------- | ------ |  |
|          | PCF       | Jacques Duclos     | 146 573   | 48,08     | 4      |  |
|          | MRP       | Eugène Rigal       | 63 948    | 20,97     | 2      |  |
|          | SFIO      | Gérard Jaquet      | 38 976    | 12,78     | 1      |  |
|          | RGR       | Alfred Secqueville | 19 181    | 6,29      | -      |  |
|          | PRL       | Jean Bertaud       | 17 944    | 5,89      | -      |  |
|          | RI-Gaull. | Cyrille Makinsky   | 14 407    | 4,73      | -      |  |
|          | PRSRF     | Paul Pernin        | 3 857     | 1,27      | -      |  |
|          |           |                    |           |           |        |  |
| Inscrits | Inscrits  | Inscrits           | 372 037   | 100,00    | 7      |  |
| Votants  | Votants   | Votants            | 311 215   | 83,65     |        |  |
| Exprimés | Exprimés  | Exprimés           | 304 886   | 97,97     |        |  |